# Cryptosporium minimum
Cryptosporium minimum är en svampart som beskrevs av Laubert 1907. Cryptosporium minimum ingår i släktet Cryptosporium, divisionen sporsäcksvampar och riket svampar.   Inga underarter finns listade i Catalogue of Life.